# Trigat
Trigat – przeciwpancerny pocisk kierowany opracowany przez francusko-niemieckie konsorcjum EADAS przy współpracy z niemiecką firmą Diehl BGT. Stanowi główne uzbrojenie śmigłowca Tiger.

## Opis
Pocisk służy do atakowania celów opancerzonych i śmigłowców. Został opracowany jako następca pocisku HOT. W planach było opracowanie wielu wersji pocisku, ostatecznie powstała jedynie wersja dalekiego zasięgu odpalana ze śmigłowców. Osiągi pocisku zostały tak dobrane aby nosiciel pozostawał w strefie rażenia przeciwnika jak najkrócej. Istnieje możliwość odpalenia 4 pocisków w ciągu 8 sekund.
Pierwsze dostawy pocisków dla Bundeswehry miały się rozpocząć w 2007. Koszt jednego pocisku łącznie z wydatkami związanymi z jego opracowaniem wynosi ok. 1,3 mln euro.